# Argia tezpi

## Hábitat y distribución
El hábitat de Argia tezpi es en lugares abiertos y partes rocosas de ríos y arroyos poco profundos y corriente somera. Muy a menudo se encuentra con Argia oenea. La distribución de A. tezpi va desde el sur del altiplano mexicano hasta Costa Rica. En México, tiene preferencia por la costa del pacífico. 

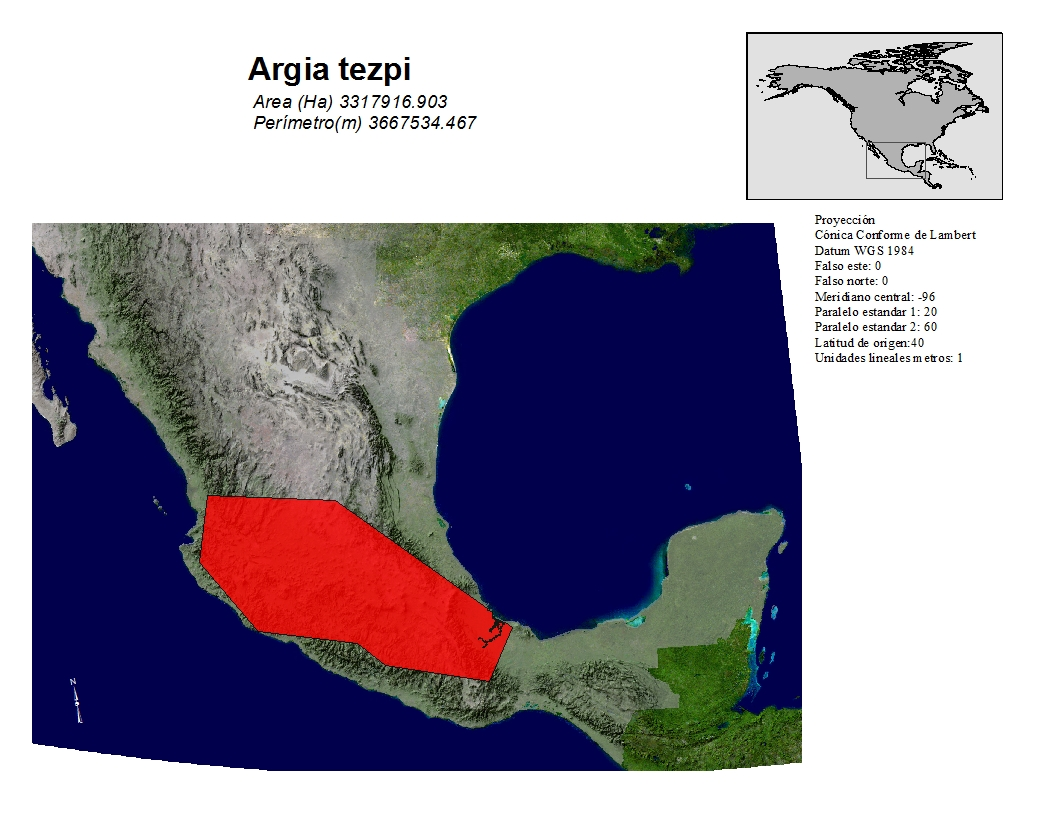
Polígono de distribución de A. tezpi

## Descripción e Identificación de la especie
En inglés esta especie es conocida como Tezpi dancer y, como pasa con la mayoría de los odonatos, no se sabe de un nombre en español. Posee un cuerpo delgado y un tono marrón en las alas. Los puntos post-oculares son reducidos, bien separados, que, sin embargo, se oscurecen con la madurez. Los ojos del macho tienen una coloración café oscura, aunque pueden también ser negros. El tórax posee una coloración metálica-púrpura en la parte frontal mostrando en ocasiones líneas delgadas de color café a rojizas y gris oscuro a los costados. El color abdominal es negro con anillos delgados de color blanco que van desde la base del segmento 4 hasta el segmento 7, y del segmento 9 al 10 una coloración café en la parte dorsal por lo que la punta se ve nota poco un tanto más pálida que el resto del abdomen. Ya en tándem (en actividad reproductiva), los machos tienen patrones coloridos fuertemente marcados en el tórax, una línea antehumeral de color amarillo pálido y los costados blancos
La hembra varía mucho en color ya sea toda café o con tórax color azul, ojos con una coloración café oscura en la parte superior y más clara en la parte inferior. Su tórax muestra una línea media moderada y rayas humerales amplias que varían desde ser continuas a estar profundamente bifurcadas, donde la bifurcación externa mucho más ancha que la interna. Muchas de estas bifurcaciones llegan hasta la parte media del tórax. La parte superior del abdomen es oscura, con líneas negras en la parte dorso-lateral que se extienden a partir de la base del segmento 9. Posee líneas ventro-laterales de los segmentos 8 al 9 que varían de oscuras a conspicuas
Ante todo, su cuerpo es oscuro con cuatro anillos estrechos blancos en la parte media abdominal. El macho de Argia lugens es muy similar, aunque con alas más claras, un tamaño corporal mayor y con anillos más oscuros en vez de blancos. A. lugens muestra una coloración pálida en cada segmento medio y nunca muestra líneas antehumerales pálidas, excepto cuando es juvenil. Argia translata (Dusky Dancer) también es similar, pero se diferencia ya que presenta una coloración de morado a azul-morado en los ojos, posee alas claras y usualmente por lo menos un poco de azul en la punta del abdomen. 

## Reproducción
Se ha detallado muy poco sobre aspectos sexuales en este animal. A juzgar por los genitales, es probable que las hembras se apareen de forma múltiple y almacenen esperma, mientras que los machos puedan retirar ese esperma almacenado, para lo cual usarían sus propios genitales. Estos genitales tienen forma de cuchara, con dos elongaciones angostas y prolongadas quizás para atrapar el esperma “rival”.

## Parasitismo
Los machos están considerablemente más parasitados, tanto por ácaros ectoparásitos como por gregarinas, que las hembras. Estos dos parásitos debilitan las reservas de grasa obtenidas a partir del alimento. El efecto último de este debilitamiento es que ambos sexos viven menos tiempo y las hembras producen menos huevos. La razón de porque las hembras son más inmunocompetentes puede deberse a que producen mayores cantidades de fenoloxidasa, una enzima catalizadora de la respuesta inmune en insectos, así como de enzimas hidrolíticas. De hecho, un estudio reciente encontró que las diferencias en inmunocompetencia entre los sexos se mantiene en toda la vida por lo que los machos son el sexo más enfermizo.

## Temporada de vuelo
En Morelos, México, se tiene registros en noviembre y diciembre. En Arizona es entre los meses de mayo y noviembre, mientras que para las poblaciones en Texas, se presenta únicamente en mayo.